# Kalnėnai (stacja kolejowa)
Kalnėnai (ros. Кальненай) – stacja kolejowa w miejscowości Kalnėnai, w rejonie janowskim, w okręgu kowieńskim, na Litwie.